# Gilbert Bécaud
Gilbert Bécaud ({ʒil.bɛːʁ be.ko}, Toulon, 1927. október 24. – Párizs, 2001. december 18.) francia énekes, zeneszerző, zongorista és színész. Rajongói gyakran csak Monsieur 100 000 volts néven emlegették, utalva előadásainak hihetetlenül energikus voltára. Legismertebb dalai a Nathalie, illetve az 1961-ben kiadott Et maintenant voltak, ez utóbbi angol nyelven is nagy sláger lett, What Now My Love címmel. Csaknem fél évszázadon keresztül volt aktív és népszerű előadó, akinek szinte védjegyévé vált jellegzetes viselete, a sötétkék öltöny fehér inggel és fehér pöttyös kék nyakkendővel.

## Élete

### Származása, ifjúsága
François Gilbert Léopold Silly néven született Toulonban. Iskolás korában kezdett zongorát tanulni, majd a nizzai konzervatórium diákja lett. 1942-ben azonban otthagyta az iskolát, hogy csatlakozzon a francia ellenállási mozgalomhoz. 1948-tól kezdett dalokat írni, miután megismerkedett Maurice Vidalinnel, akitől az első komolyabb bátorításokat kapta e téren. Első dalait Marie Bizet-nek írta, és ők hárman a következő két évben sikeres triót alkottak.
Az 1950-es évek elején zongoristaként vett részt egy koncertturnén Jacques Pills-szel, amikor megismerkedett Édith Piaffal (aki akkor Pills felesége volt). Piaf javaslatára kezdett énekelni 1953-ban, első ismertebb számai szólóénekes előadóként a Mes mains és a Les croix voltak, színpadi debütálására a következő évben került sor. Ismertebb számai voltak még az 1950-es évtized második feléből a La Corrida (1956), a Le jour où la pluie viendra (1957) és a C’est merveilleux l’amour (1958).
Első olyan dala, amely Franciaországon kívül is népszerű lett, a Le jour où la pluie viendra angol nyelvű verziója, a Jane Morgan által 1958-ban sikerre vitt The Days the Rains Came volt, melynek angol szövegét Carl Sigman írta. Nem sokkal később az Everly Brothers növelte tovább Bécaud népszerűségét, a Je t’appartiens című számának világszerte sikerre vitt, angol verziójával, a Let It Be Me című dallal – e számot később Bob Dylan, Nina Simone, Elvis Presley, Willie Nelson, Jerry Butler, Sam & Dave, James Brown és mások is felvették a repertoárjukba.
Többször járt Budapesten, először 1968. április 21–22-én. Az Erkel Színházban tartott előadásaira minden jegy elkelt.

## Diszkográfia

### Albumok
Stúdióalbumok
- 1953 : Gilbert Bécaud et ses chansons
- 1954 : Young man of Paris in Moods of Love
- 1955 : Récital N° 1 – Mes grands succès
- 1956 : Alors raconte
- 1958 : Salut les copains
- 1959 : Pilou... Pilou... hé
- 1961 : Tête de bois
- 1962 : Le bateau blanc
- 1964 : Le pianiste de Varsovie
- 1969 : L’un d'entre eux inventa la mort
- 1972 : Gilbert raconte et Bécaud chante
- 1974 : Hier et aujourd’hui
- 1975 : Je t’aime mon frère
- 1976 : L’amour c’est l’affaire des gens
- 1978 : C'est en septembre
- 1980 : Moi, je veux chanter
- 1981 : Bonjour la vie
- 1984 : On attend, on attend
- 1987 : Le retour
- 1989 : Fais-moi signe
- 1993 : Une vie comme un roman
- 1996 : Ensemble
- 1999 : Faut faire avec
- 2002 : Je partirai
- 2005 : Suite (DVD-vel)

Élő koncertalbumok
- 1955-2002 között 15 élő koncertalbuma készült, mindet a párizsi Olympiában vették fel.

Különlegességek
- 1957 : À l’Olympia – no 2
- 1971 : Récital du festival de l’Orphée d'or 71 (Bulgarian release, with 4 more tracks by Jennifer)
- 1978 : Au Québec – Récital en direct du Grand Théâtre de Québec
- 2013 : Concerts inédits 1956-1958

Operák, zenés darabok
- 1960 : L’Enfant à l’Étoile
- 1962 : L’Opéra d’Aran (kétfelvonásos opera, melynek zeneszerzője volt, előadóként viszont nem vett benne részt)
- 1965 : Concerto pour piano
- 1972 : La répétition
- 1976 : Heureux comme un poisson dans l’eau (reklám)
- 1986 : Roza (zenés vígjáték)
- 1992 : Aran Opéra (dupla CD, 1966-os élő hangfelvétel alapján)

Filmzenék
- 1971 : La maison sous les arbres (instrumentális)
- 2007 : Roman de gare

Válogatások
- 1959 : Croquemitoufle (1953-1958)
- 1988 : Bécaulogie (9 CD-s összeállítás)
- 1997 : Bécolympia (2 CD 38, 1955-1983 között élőben felvett számmal)
  - 2003: Bécolympia (más sorrendben felvett számokkal és egy ráadás-számmal)
- 2002 : 50 ans en chansons (3 CD, sok korábban kiadatlan számmal)
- 2004 : 100 chansons d'or (4 CD, 6 korábban kiadatlan számmal)
- 2009 : Best of (3 CD, 49 dallal)
- 2011 : Best of Eternel (2 CD, 46 újramasterelt dallal)
- 2011 : Anthologie Gilbert Becaud 1953-1959 (2 CD, 36 számmal)
- 2011 : Essentiel (12 CD, 64 oldalas füzettel)
- 2012 : Best of (3 CD)
- 2012 : 100 chansons (4 CD, 8 korábban kiadatlan számmal)

### Kislemezek
1950-es évek
- Mes mains
- Les croix
- Mé qué mé qué
- Je t'appartiens
- Les marchés de Provence
- Le jour où la pluie viendra
- La ballade des baladins
- Salut les copains

1960-as évek
- Et maintenant
- (Âge tendre et) Tête de bois
- Dimanche à Orly
- Quand Jules est au violon
- Nathalie
- L’Orange
- Quand il est mort le poète
- L’important c’est la rose
- Je reviens te chercher

1970-es évek
- C’est en septembre
- La solitude ça n'existe pas
- L’Indifférence
- Un peu d’amour et d'amitié

1980-as évek
- Désirée
- L’amour est mort
- Faut faire avec

### Egyebek
- 1955: „Je t’appartiens” / „Let It Be Me” (Pierre Delanoë – Gilbert Bécaud)
- 1957: „Le jour où la pluie viendra” / „The Day the Rains Came” (Pierre Delanoë – Gilbert Bécaud)
- 1961: „Et maintenant” / „What Now My Love” (Pierre Delanoë – Gilbert Bécaud – Elvis Presley)
- 1966: „Seul sur son étoile” / „It Must Be Him” (Maurice Vidalin – Gilbert Bécaud)
- 1966: „Plein soleil” / „Sand and Sea” (Maurice Vidalin – Gilbert Bécaud)
- 1972: „Un peu d’amour et d’amitié” / „A Little Love and Understanding” (Louis Amade – Gilbert Bécaud)
- 1979: „C’est en septembre” / „September Morn” (Neil Diamond – Gilbert Bécaud)

Dalait olyan szerzők és előadók dolgozták fel, illetve adták elő, mint Elvis Presley, Bob Dylan, Nina Simone, George Harrison, Marlene Dietrich, Julio Iglesias, Bing Crosby, Frank Sinatra, James Brown és mások. Franciaországban többek között olyan énekesek adták elő a szerzeményeit, mint Édith Piaf, Johnny Hallyday, Dalida, vagy Patricia Kaas.

## Filmográfia
- 1956: The Country I Come From as Eric Perceval / Julien Barrère
- 1957: Casino de Paris (Jacques Merval)
- 1959: Croquemitoufle (Bernard Villiers)
- 1960: In 80 Takten um die Welt
- 1962: Les Petits Matins (Air France-pilóta)
- 1973: Un homme libre (Henri Lefèvre)
- 1995: Navarro as Sarkis (French TV series)

## Fordítás
- Ez a szócikk részben vagy egészben  a   Gilbert Bécaud című angol Wikipédia-szócikk fordításán alapul.  Az eredeti cikk szerkesztőit annak laptörténete sorolja fel. Ez a jelzés csupán a megfogalmazás eredetét és a szerzői jogokat jelzi, nem szolgál a cikkben szereplő információk forrásmegjelöléseként.